# Peter N. Posch
Peter N. Posch (* 6. Dezember 1978 in Köln) ist ein deutscher Wirtschaftswissenschaftler.

## Leben
Er studierte Volkswirtschaftslehre, Philosophie und Jura an der Universität Bonn und promovierte zur Dynamik von Kreditrisiken an der Universität Ulm. Er lehrte als Juniorprofessor für Finanzwirtschaft an der Fakultät für Mathematik und Wirtschaftswissenschaften der Universität Ulm. Seit 2014 ist er Inhaber des Fachgebiets Finance der Wirtschafts- und Sozialwissenschaftliche Fakultät an der TU Dortmund.
Seine Forschungsschwerpunkte sind Staatsrisiken, Energie und Rohstoffmärkte sowie deren Risikomanagement.